# 河南省立中山大学
河南省立中山大学简称河南中山大学，是中华民国时期国民政府取代北洋政府后，以中州大学为基础，合并河南公立法政专门学校、河南省立农业专门学校后组建的一所文、理、法、农型综合大学，位于河南开封。筹备阶段先后欲定名为国立开封中山大学和国立第五中山大学，最后正式定名为河南省立中山大学。至1930年9月又更改为省立河南大学。

## 历史
1927年，中国国民党北伐战争胜利在望，在国民党中央政治委员会开封政治分会委员们的提议下于6月筹设国立开封中山大学。后经多次协商，决定将中州大学、河南公立法政专门学校和河南省立农业专门学校合并为国立第五中山大学，又因国民政府委派的校长徐谦未能就职，至1927年7月正式成立时河南省政府将国立第五中山大学原定校名改为河南省立中山大学，由张鸿烈担任校长。11月28日正式开课。河南省立中山大学历时3年3个月，期间中国国民党统治下的河南政局混乱，校长更迭频繁。